# Fiołek ogrodowy

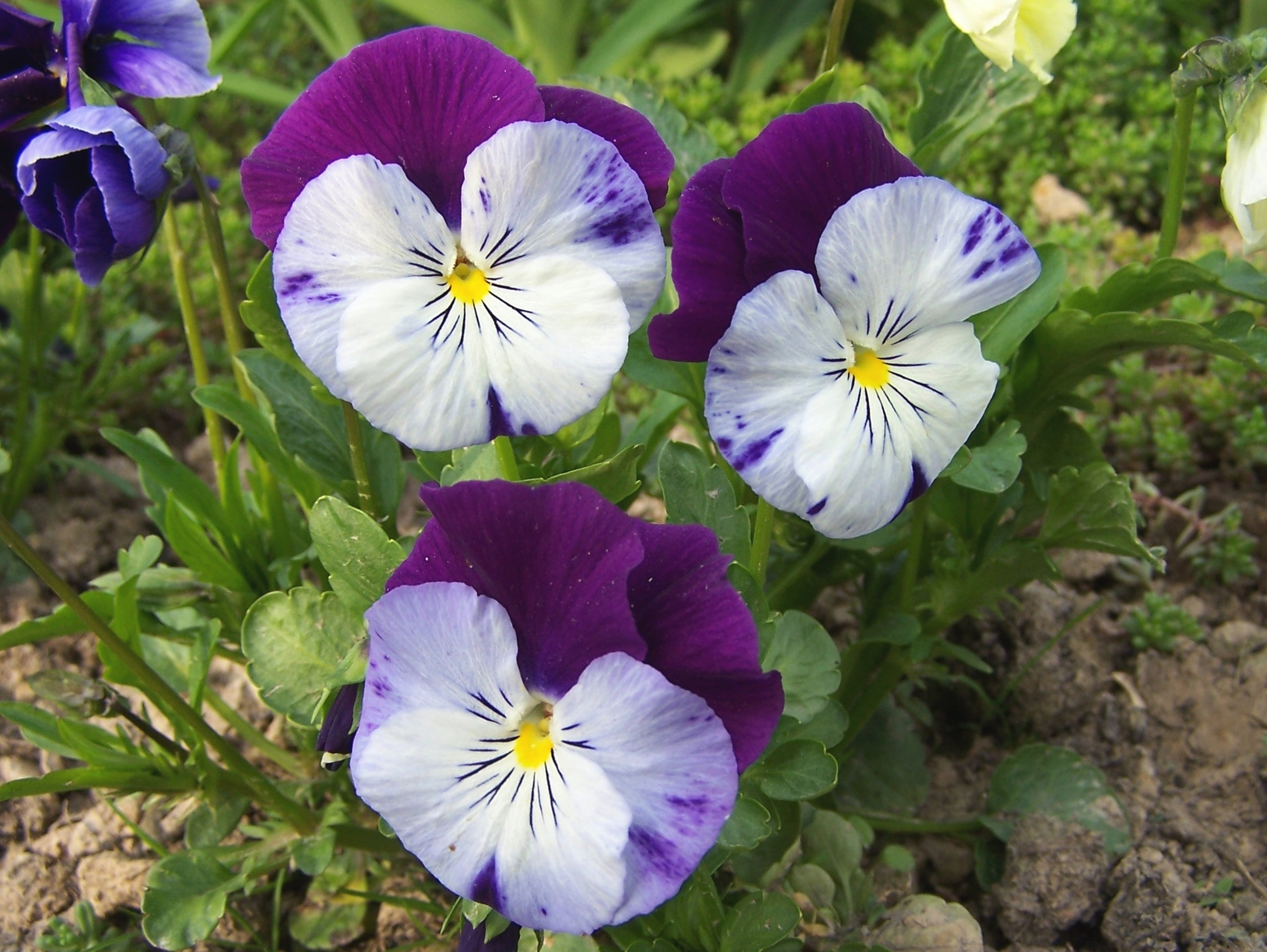
Fiołek ogrodowy

Fiołek ogrodowy, bratek ogrodowy, bratek (Viola ×wittrockiana Gams) – gatunek rośliny dwuletniej z rodziny fiołkowatych (Violaceae Batsch). Mieszaniec; powstał w wyniku skrzyżowania trzech dzikich gatunków fiołka: fiołka trójbarwnego (V. tricolor), fiołka żółtego (V. lutea) i fiołka ałtajskiego (V. altaica). W Polsce bardzo często jest uprawiany jako roślina ozdobna; czasami przejściowo dziczeje (efemerofit).

## Morfologia
PokrójRoślina o wysokości do 25 cm, o łodygach pokładających się lub wzniesionych, mięsistych, czterograniastych.
LiścieDolne – jajowatosercowate, górne – podłużnie lancetowate.
KwiatyWe wszystkich niemal kolorach, również dwubarwne. Jeden z nielicznych gatunków roślin, u których spotykane są bardzo ciemne kwiaty, prawie czarne. Kwiaty są duże (o średnicy do 12 cm), wyrastają pojedynczo na długich szypułkach z kątów liści. Kielich pięciodziałkowy, korona o pięciu wolnych płatkach. Boczne płatki skierowane są do góry i nakrywają brzegi płatków górnych. Jeden słupek o główkowatym i owłosionym znamieniu.

## Zastosowanie
- Roślina ozdobna uprawiana w ogromnej liczbie odmian. Najczęściej wykorzystywana jest do obsadzania rabat, skrzynek balkonowych, okien. Jest również uprawiana na kwiaty cięte – do małych bukietów i wieńców.

## Uprawa
Nasiona wysiewa się w końcu czerwca lub na początku lipca, następnie pikuje do rozsadnika. Na stałe miejsce wysadza się na początku września lub na wiosnę następnego roku. Sadzonki są w dużym stopniu mrozoodporne, ale dobrze jest okryć je na zimę gałązkami drzew iglastych. Roślina nie ma specjalnych wymagań co do gleby. Najlepiej rośnie na stanowisku słonecznym lub półcienistym. Kwitnie bardzo długo – od kwietnia do końca czerwca. Po przekwitnięciu należy ją usunąć.

## Symbolika
W tzw. języku kwiatów bratek symbolizuje troskę i myślenie o kimś.
Wykorzystany jest także jako symbol wolnomyślicielstwa.